# روجر سمارت
روجر سمارت (بالإنجليزية: Roger Smart)‏ (25 مارس 1943 في المملكة المتحدة - ) هو لاعب كرة قدم بريطاني في مركز الهجوم. لعب مع تشارلتون أثلتيك وسويندون تاون ونادي باث سيتي وTrowbridge Town F.C. ‏.

## وصلات خارجية
- روجر سمارت على موقع قاعدة بيانات كرة القدم.إي يو (الإنجليزية)
- روجر سمارت على موقع Soccerbase.com (لاعب) (الإنجليزية)